# 手力プロダクション
株式会社手力プロダクション（たじからプロダクション）は、東京都渋谷区にある芸能プロダクション。

## 所属タレント

### 男性タレント
- 倉石功
- 向井恭介
- 鈴木秀人
- 榊原卓士
- ガイモン（親川優志）
- 真嶋大智
- 斉藤岳
- 勝也
- 桜庭勇真

### 女性タレント
- 廣瀬莉奈
- 朝名優

## 業務提携タレント
- 穂積隆信
- 新田純一
- 穂積美幸
- クラペツ・ノエミ・エレナ
- 松島圭二郎